# Pelletiera verna
Pelletiera verna är en viveväxtart som beskrevs av A. St. Hil. Pelletiera verna ingår i släktet Pelletiera och familjen viveväxter. Inga underarter finns listade i Catalogue of Life.